# Faith Nolan
Faith Nolan, née en 1957 en Nouvelle-Écosse, est une militante politique et auteure-compositrice-interprète d'origine africaine, micmac et irlandaise. Féministe, elle milite activement pour les droits des personnes LGBT. Elle réside actuellement à Toronto.

## Musique
Originaire d'Africville, une communauté d'Halifax en Nouvelle-Écosse, elle déménage avec sa famille à Toronto, dans le quartier de Cabbagetown en Ontario. Faith Nolan s'ancre dans un mouvement de musique féministe et canadienne des années 1980 et 1990. Dans les premières années de sa carrière, la musicienne accompagne le groupe féministe, The Heretics. Sa musique est décrite comme une « action politique fermement enracinée dans la classe ouvrière, la voix d'une femme afro-canadienne et queer.» Militante des droits des homosexuels, elle utilise ses textes et compositions pour lier sa sexualité avec l'histoire musicale de l'Amérique du Nord et des afro-américains,.
Militante afro-américaine issue d'une famille de musiciens, Faith Nolan évoque dans ses textes l'histoire du patrimoine noirs du Canada, le féminisme et les droits des travailleurs et des enfants. Ses aptitudes musicales sont renforcées par sa formation en théâtre, en opéra et en écriture, ainsi que par son engagement dans le travail communautaire. La musicienne s'accompagne à la guitare, au tambourin et à l’harmonica dans les plus anciennes traditions du blues et mêle à ses compostions un langage culturel multiples entre spirituals, gospel et jazz. Faith Nolan trouve sa force dans la musique et sa musique trouve sa force dans sa conscience extrêmement sensible des problèmes et populations rendus invisibles et rarement abordés dans la musique traditionnelle,.
Faith Nolan a fondé et dirige plusieurs chorales, dont les Singing Elementary Teachers de Toronto, CUPE Freedom Singers, la chorale du Centre correctionnel des femmes du Centre-Est et les Sistering Sisters.

## Engagements
Une partie de son travail de militante vise à documenter l'histoire sociale, politique et culturelle d'Africville, une colonie afro-canadienne historique du Canada. Elle lutte ainsi contre le manque de visibilité de la population noire américaine dans l'histoire canadienne,. 
Faith Nolan travaille également avec les détenues de différents centres pénitentiaires à travers le monde, dont le Centre Vanier pour femmes de Milton et l'établissement Grand Valley pour femmes de Kitchener,.
Elle dirige également un atelier de thérapie musicale au Centre Vanier et à Sistering, une organisation apportant un soutien matériel aux femmes sans-abri, marginalisées et à faible revenu. En 1994, en collaboration avec le Toronto Women of Colour Collective, elle vise à établir le Camp SIS (Sisters in Struggle) situé dans les Kawarthas,.

## Reconnaissance
En 2009, Faith Nolan est nommée Honored Dyke pour les célébrations de la marche des fiertés à Toronto,. Le 29 novembre 2014, elle est honorée lors du troisième gala annuel Mayworks Labour Arts Awards pour sa contribution au mouvement artistique et syndical.

## Discographie
- 1986 : Africville
- 1987 : Sistership
- 1989 : Freedom to Love
- 1996 : Hard to Imagine
- 1996 : Faith Nolan: A Compilation 1986-1996
- 2000 : On the line (picketline songs)
- 2002 : Overloaded, Fed Up and On the Line
- 2002 : Let it Shine
- 2003 : Faith Nolan Live with Mary Watkins
- 2006 : Day Done Broke
- 2008 : One World
- 2008 : Mannish Gal
- 2009 : CUPE Freedom Singers. And Faith Nolan
- 2014 : Jailhouse Blues

## Filmographie
- 1989 : Older, Stronger, Wiser de Claire Prieto[15]
- 1991 : Sisters in the Struggle de Dionne Brand et Ginny Stikeman
- 1993 : Long Time Comin, featuring the life and music of Faith Nolan de Dionne Brand[16]
- 1996 : Critical Resistance: Prison Industrial Complex de Neal Morrison et Luana Plunkett[17]
- 2000 : Listening to Something de Dionne Brand
- 2003 : Within These Cages de Faith Nolan
- 2003 : Stand Together[18]
- 2008 : Till Death Do Us Part de Vita Lusty
- 2011 : Missing Murdered Women "Highway of tears" [19]